# Волинь (Лодзинське воєводство)
Волинь (пол. Wołyń) — село в Польщі, у гміні Зґеж Зґерського повіту Лодзинського воєводства.